# 高位公職者犯罪捜査処
高位公職者犯罪捜査処 （こういこうしょくしゃはんざいそうさしょ、朝：고위공직자범죄수사처 漢字：高位公職者犯罪搜査處）は、大韓民国の国家機関。大統領、国会議長、大法院長などの高位公職者の犯罪捜査を専門とする独立機関である。高位公職者が判事、検事等の場合には、起訴する権限も有している。略称は公捜処（こうそうしょ、朝：공수처（コンスチョ））。2021年1月21日に発足。
20世紀の後半から21世紀にかけ、シンガポール貪汚調査局（1952年～）、香港廉政公署（1974年～）、イギリス重大不正捜査局（1987年～）、ニュージーランド重大不正捜査局（1990年～）、EU欧州不正対策局（1999年～）、マカオ廉政公署（2000年～）、ロシア連邦捜査委員会（2011年～）、フランス反汚職局（2017年～）など、各国で独立した反汚職・反不正機関が相次いで設立されて来た流れに連なるものである。
一部メディアでは「高官犯罪捜査庁」や「高位公職者犯罪捜査庁」と表記される。

## 概説
高位公職者犯罪捜査処は、高位公職者の不正腐敗摘発専門の独立機関である。高位公職者犯罪捜査処の捜査対象は、大統領、国務総理、国会議長、国会議員、大法院長、大法官、各国家機関上級職員、軍部将官クラス、各道知事、ソウル特別市長等主要地方公共団体首長などの高位公職者だけにとどまらず、その家族の犯罪も含まれ、対象者数全体では7,000人を超えるとみられている。また、高位公職者犯罪捜査処は、大法院長、検察総長、判事、検事等による犯罪の場合には、捜査だけではなく起訴する権限も有している。捜査対象の事件が他の捜査機関と競合する場合には、当該機関に要請して事件を引き継ぐことが可能である。
高位公職者犯罪捜査処は、1996年1月に左派市民団体「参与連帯」が初めて創設を主張して以来、長きにわたり議論されてきた。文在寅第19代大統領は、2017年5月の大統領選挙で第一の公約に掲げており、その設立に向けて強力に準備を推し進めてきた。2019年12月30日、「4＋1」協議体（共に民主党・正しい未来党・正義党・民主平和党の4党及び代案新党）による「高位公職者犯罪捜査処の設置及び運営に関する法律」案が国会本会議で可決された。高位公職者犯罪捜査処の設立は、2020年7月頃と見込まれている。
法案の成立に際し、大統領府の高旼廷報道官は、「法案に含まれた国民の念願、牽制と均衡という民主主義の理想に照らしてみれば、歴史的な瞬間であることは間違いない。高位公職者犯罪捜査処が権力に対する牽制と均衡という時代の要請を成しとげることに支障がないよう、文在寅政権はすべての努力と誠意を惜しまないだろう」と評した。高位公職者犯罪捜査処の設立を支持する立場からは、大韓民国の憲政史上初めて、検事の犯罪を直接捜査・起訴する別の機関の誕生する意義を強調し、従来、起訴権限を独占し絶大な権力を有してきた検察権力を強力に牽制することを期待する一方、反対する立場からは、「高位公職者犯罪捜査処自身が絶対的な権力機関になるおそれがある」「政権を維持するための絶対的な権力機関になる可能性がある」「民主主義を破壊し、暗黒時代の幕開けとなる」等の懸念が表明された。ジャーナリストの鈴置高史は、高位公職者犯罪捜査処は大統領に極めて有利にできており、起訴をちらつかせて裁判所や検察に圧力を掛け、政権に対する犯罪捜査を阻止することも可能であるとし、法案が通過した「2019年12月30日」は後世、「大韓民国の民主主義が崩壊し始めた日」として記録されるだろう、と評した。

## 対象

### 高位公職者
高位公職者犯罪捜査処は、大統領、国会議長、大法院長などの高位公職者が在職中に犯した罪を捜査の対象としている。また、高位公職者犯罪捜査処は、高位公職者が大法院長、検察総長、判事、検事等の場合は、起訴する権限も有する。高位公職者は在職中だけではなく、退職後も捜査及び起訴の対象となる。なお、高位公職者の範囲、捜査及び起訴の可否は、下表のとおりである。
| 番号 | 項番     | 「高位公職者」の対象範囲            | 捜査 | 起訴 | 備考                                                                                             |
| ---- | -------- | ----------------------------------- | ---- | ---- | ------------------------------------------------------------------------------------------------ |
| 1    | ア（가） | 大統領                              | 〇   | ×    |                                                                                                  |
| 2    | イ（나） | 国会議長                            | ○    | ×    |                                                                                                  |
| 3    | イ（나） | 国会議員                            | ○    | ×    |                                                                                                  |
| 4    | ウ（다） | 大法院長                            | ○    | ○    | 「大法院長」は、最高裁判所裁判長に相当する。                                                     |
| 5    | ウ（다） | 大法官                              | ○    | ○    | 「大法官」は、最高裁判所裁判官に相当する。                                                       |
| 6    | エ（라） | 憲法裁判所長                        | ○    | ×    |                                                                                                  |
| 7    | エ（라） | 憲法裁判所裁判官                    | ○    | ×    |                                                                                                  |
| 8    | オ（마） | 国務総理                            | ○    | ×    |                                                                                                  |
| 9    | オ（마） | 国務総理秘書室所属の政務職公務員    | ○    | ×    |                                                                                                  |
| 10   | カ（바） | 中央選挙管理員会の政務職公務員      | ○    | ×    |                                                                                                  |
| 11   | キ（사） | 中央行政機関の政務職公務員          | ○    | ×    | 「中央行政機関」は、「公共監査に関する法律」第2条第2号の定めによる。                             |
| 12   | ク（아） | 大統領秘書室所属の3級以上の公務員   | ○    | ×    |                                                                                                  |
| 13   | ク（아） | 国家安保室所属の3級以上の公務員     | ○    | ×    |                                                                                                  |
| 14   | ク（아） | 大統領警護処所属の3級以上の公務員   | ○    | ×    |                                                                                                  |
| 15   | ク（아） | 国家情報院所属の3級以上の公務員     | ○    | ×    |                                                                                                  |
| 16   | ケ（자） | 国会事務処の政務職公務員            | ○    | ×    |                                                                                                  |
| 17   | ケ（자） | 国会図書館の政務職公務員            | ○    | ×    |                                                                                                  |
| 18   | ケ（자） | 国会予算政策処の政務職公務員        | ○    | ×    |                                                                                                  |
| 19   | ケ（자） | 国会立法調査処の政務職公務員        | ○    | ×    |                                                                                                  |
| 20   | コ（차） | 大法院長秘書室の政務職公務員        | ○    | ×    |                                                                                                  |
| 21   | コ（차） | 司法政策研究院の政務職公務員        | ○    | ×    |                                                                                                  |
| 22   | コ（차） | 法院公務員教育院の政務職公務員      | ○    | ×    | 「法院公務員」は、裁判所職員に相当する。                                                         |
| 23   | コ（차） | 憲法裁判所事務処の政務職公務員      | ○    | ×    |                                                                                                  |
| 24   | サ（카） | 検察総長                            | ○    | ○    | 「検察総長」は、日本の検事総長に相当する。                                                       |
| 25   | シ（타） | 特別市長                            | ○    | ×    | ソウル特別市長が該当する。                                                                       |
| 26   | シ（타） | 広域市長                            | ○    | ×    | 釜山・大邱・仁川・光州・大田・蔚山の各広域市長が該当する。                                       |
| 27   | シ（타） | 特別自治市長                        | ○    | ×    | 世宗特別自治市長が該当する。                                                                     |
| 28   | シ（타） | 道知事                              | ○    | ×    | 京畿道・江原道・忠清北道・忠清南道・全羅北道・全羅南道・慶尚北道・慶尚南道の各道知事が該当する。 |
| 29   | シ（타） | 特別自治道知事                      | ○    | ×    | 済州特別自治道知事が該当する。                                                                   |
| 30   | シ（타） | 教育監                              | ○    | ×    |                                                                                                  |
| 31   | ス（파） | 判事                                | ○    | ○    |                                                                                                  |
| 32   | ス（파） | 検事                                | ○    | ○    |                                                                                                  |
| 33   | セ（하） | 警務官以上の警察公務員              | ○    | ○    | 「警務官」は、日本の警視長に相当する。                                                           |
| 34   | ソ（거） | 将官級将校                          | ○    | ×    |                                                                                                  |
| 35   | タ（너） | 金融監督院院長                      | ○    | ×    |                                                                                                  |
| 36   | タ（너） | 金融監督院副院長                    | ○    | ×    |                                                                                                  |
| 37   | タ（너） | 金融監督院監事                      | ○    | ×    |                                                                                                  |
| 38   | チ（더） | 監査院所属の3級以上の公務員         | ○    | ×    |                                                                                                  |
| 39   | チ（더） | 国税庁所属の3級以上の公務員         | ○    | ×    |                                                                                                  |
| 40   | チ（더） | 公正取引委員会所属の3級以上の公務員 | ○    | ×    |                                                                                                  |
| 41   | チ（더） | 金融委員会所属の3級以上の公務員     | ○    | ×    |                                                                                                  |

### 高位公職者の家族
高位公職者犯罪捜査処は、大統領、国会議長、大法院長などの高位公職者本人だけではなく、その家族も捜査することができる。また、高位公職者犯罪捜査処は、高位公職者が大法院長、検察総長、判事、検事等の場合は、その家族を起訴する権限も有する。ただし、家族の場合は、高位公職者の職務に関連して犯した罪に限られる。対象となる家族の範囲は、原則として高位公職者の配偶者と直系尊卑属である。なお、高位公職者の家族の範囲、捜査及び起訴の可否は、下表のとおりである。
| 番号 | 項番     | 「高位公職者の家族」の対象範囲               | 捜査 | 起訴 | 備考                                         |
| ---- | -------- | -------------------------------------------- | ---- | ---- | -------------------------------------------- |
| 1    | ア（가） | 大統領の配偶者と4親等以内の親族              | 〇   | ×    |                                              |
| 4    | ウ（다） | 大法院長の配偶者及び直系尊卑属               | ○    | ○    | 「大法院長」は、最高裁判所裁判長に相当する。 |
| 5    | ウ（다） | 大法官の配偶者及び直系尊卑属                 | ○    | ○    | 「大法官」は、最高裁判所裁判官に相当する。   |
| 24   | サ（카） | 検察総長の配偶者及び直系尊卑属               | ○    | ○    | 「検察総長」は、日本の検事総長に相当する。   |
| 31   | ス（파） | 判事の配偶者及び直系尊卑属                   | ○    | ○    |                                              |
| 32   | ス（파） | 検事の配偶者及び直系尊卑属                   | ○    | ○    |                                              |
| 33   | セ（하） | 警務官以上の警察公務員の配偶者及び直系尊卑属 | ○    | ○    | 「警務官」は、日本の警視長に相当する。       |
| 他   | ―        | 上記以外の高位公職者の配偶者及び直系尊卑属   | ○    | ×    |                                              |

## 立件された人物
- 尹錫悦 - 現職大統領。

## 民間人査察疑惑
2021年末、高位公職者犯罪捜査処の捜査対象では無い民間人の通信記録などを照会していた事実が明らかになった。対象になったのは、野党国民の力議員や、朝鮮日報・中央日報などの大手メディア記者など、文在寅政権や公捜処に批判的な人物が多数含まれていた。また、韓国駐在の中日新聞・東京新聞・朝日新聞現地記者も対象となっていた。